# NGC 6280
NGC 6280 est une paire de galaxies relativement éloignée et constituée de la galaxie lenticulaire PGC 59464 et de la galaxie compacte PGC 1305241,. Cette paire est située dans la constellation d'Ophiuchus. La vitesse par rapport au fond diffus cosmologique de PGC 59464 est de 9 339 ± 54 km/s, ce qui correspond à une distance de Hubble de 137,7 ± 9,7 Mpc (∼449 millions d'al). NGC 6280 a été découverte par l'astronome allemand Albert Marth en 1864.
La galaxie PGC 1305241 n'est pas sur les bases de données consultées.